# Citroën DS
 Ikke at forveksle med Citroën DS3, Citroën DS4 og Citroën DS5.
Citroën DS var en bil, produceret af den franske bilfabrikant Citroën i perioden 1955 – 1975. Citroën solgte omtrent 1.5 million D-serie biler i den tid. DS'en var kendt for sin aerodynamiske linjeføring, ualmindelig høje komfort, og avancerede teknologi.
DS'en hævede standarden for komfort og egenskaber i biler generelt. Konkurrenterne var flere årtier om at nærme sig DS'en. En ualmindelig bil af udseende i 1955, med en dengang meget futuristisk formgivning, der senere har inspireret bildesignere helt op til nutiden.
DS-modellen indeholdt mange nyskabelser for den tid. Motoren er placeret langt tilbage til gavn for tyngdepunktet, forhjulstræk med selvjusterende hydropneumatisk affjedring, mekanisk bremseassistent (med indvendige skivebremser foran), servostyring og halvautomatisk gearskifte uden koblingspedal.
En DS kunne bevare sit niveau over vej overfladen uanset last. Den evne var noget der straks drev Cadillac og Mercedes-Benz til laboratoriet, og Rolls Royce til at bygge deres affjedring på licens.
Modellen blev også kendt som "Gudinden", da DS på fransk udtales déesse, som er fransk for gudinde.

## Historie
DS'en afløste Traction Avant, som blev produceret i 23 år, og blev erstattet af CX i 1975.
DS 19 blev introduceret Oktober, 1955.
Da den blev afsløret ved Paris' Biludstilling i 1955, vakte den ualmindelig stor opsigt. Bortset fra motoren havde den næsten intet til fælles med andre biler fra den tid. Der blev solgt 749 biler i løbet af de første 45 minutter. Da dagen var omme, var der solgt mere end 12.000 biler.
Den opnåede en tredjeplads i Car of the Century-konkurrencen i 1999, lige efter Ford Model T og Morris Mini.
Fordi DS var så meget dyrere end Traction Avant som den skulle afløse, så kom der en billigere og forenklet ID model i 1957.
Charles de Gaulle kørte i en DS i 1962, da han blev angrebet af franske modstandere af Algeriets uafhœngighed. Han overlede attentatet, bl.a. fordi hans DS kunne køre i fuld fart trods punkterede dæk. Dette attentat fandt sted i Petit Clamart, en forstad til Paris, og er gengivet i Fred Zinnemann's film Sjakalen fra 1973, efter Frederick Forsyth's bog.
I 1968 fik DS lygter der drejede med rattet - ideen, som er udbredt i dag, er at man kan se hvor man skal hen, selv i sving. Disse lygter var også dækket for bedre aerodynamik. Dette gjorde at man måtte fremstille en anden model til det amerikanske marked, da deres lovgivning fra 1940 angående billygter var meget præcis - svage, runde, fastsiddende lygter uden dæksel var påbudt for alle bilister i USA.
Motoren blev udviklet støt under produktionen - og gik fra 75 HK til 141 HK, i DS 23 Injection Electronique udgaven fra 1972-75. I forhold til biler fra andre lande, var den en motor af beskeden størrelse. Efter Anden Verdenskrig beskattede Frankrig biler med større motorer meget hårdt, så franske biler har generelt små motorer i forhold til biltype. Eksportmagterne Tyskland og England har ikke tilsvarende skattelovgivning. Før krigen var Frankrig førende inden for luksusbiler, med mærker som Delage og Delahaye.
I navnefortegnelsen konstateres det at f.eks. DS 19 betyder en DS med en motor på 1.9 liter.
Den hydrauliske væske blev erstattet af mineralolie i 1967 - LHM (Liquide Hydraulique Minéral) med grøn farve. Den tidligere LHS væske samlede vanddamp til sig, og det var ikke godt for de hydrauliske metalrør.

## Udvikling af Citroën
Citroën havde stor succes med alle tre modeller udviklet under Anden Verdenskrig - DS, 2CV, og Type H varevognen. Men der var et problem - den kolossale afstand i markedet fra 2CV til DS. De begyndte straks at tænke og eksperimentere. Der kom en mere konventionel formet model baseret på 2CV i 1961 - Citroën Ami - men der var stadig langt op til DS/ID niveauet.
Markedet for mellemklassebiler f.eks. Volvo Amazon, Ford Cortina og Opel Rekord, blev ved at vokse i 1960'erne, ikke mindst i Danmark, hvor Citroën stillede op uden en konkurrent.
15 år senere kom endelig en mellem bil - Citroën GS, som også var en stor succes på markedet, og blev solgt i 2,5 millioner eksemplarer.

## DS i Sporten
DS var god i langdistanceløb over ujævnt terræn - den sejrede tit i de tyve år den blev fremstillet. DS var tæt på at vinde, også i 1968's 18.000 km London-Sydney løb men bilen blev påkørt af en spritbilist 150 km før målet.
| År   | Løbsnavn                    | Bil der vandt |
| ---- | --------------------------- | ------------- |
| 1959 | Monte Carlo Rally           | Citroën DS    |
| 1961 | Tour de Corse               | Citroën DS    |
| 1962 | Rally Finland               | Citroën DS    |
| 1963 | Tour de Corse               | Citroën DS    |
| 1966 | Monte Carlo Rally           | Citroën DS    |
| 1969 | Rally de Portugal           | Citroën DS    |
| 1969 | Rallye du Maroc             | Citroën DS    |
| 1970 | Rallye du Maroc             | Citroën DS    |
| 1971 | Rallye du Maroc             | Citroën SM    |
| 1974 | London-Sahara-München Rally | Citroën DS    |

## DS I dag
Den dyreste Citroën DS til dato var en original 1973 DS 23 IE 'Decapotable' med kun 100.000 kilometer, der blev solgt for EUR €176.250 på Christie's Retromobile i februar 2006.
I 2010 lavede PSA Peugeot Citroën et nyt varemærke - DS. Lige nu (2015) er der tre modeller: DS3, DS4 og DS5. Varemærket blev i sommeren 2014 udskilt som et separat bilmærke, der er placeret over tilsvarende Citroën modeller, med materialer af højere kvalitet.
Siden 2015 er DS blevet et selvstændigt brand, og hedder i dag DS Automobiles. DS har til dato (2020) 2 modeller, DS3 CROSSBACK og DS7 CROSSBACK, som begge start 2020 lanceres i henholdsvis el og hybrid udgaver.

## Galleri
- Citroën DS, 1956, 1911 cm3
- Dansk registreret 1965 DS på Bornholm Rundt 2012
- 1967 DS Decapotable Cabriolet
- Blinklysene er over bagruden
- Citroën DS fra 1968 -1975
- Drejelygte på en 1975 DS 23 Pallas
- 1969 Citroën DS (Amerikansk model)
- Affjedring på højt niveau
- Affjedring på lav niveau
- 1973 DS Station Car i København
- Ambulance fra redningskorpset Sikkerhedstjenesten på Danmarks Tekniske Museum